# Rocoto relleno
El rocoto relleno es un plato peruano de origen arequipeño elaborado a base de rocoto, que es un fruto muy picante, similar al ají, pero de forma redondeada y de tamaño similar al de una manzana, y que posee un sabor más dulzón, que es muy apreciado principalmente en la región de Arequipa pero también extendido en el resto de este país. Es uno de los platos más destacados de la gastronomía del Perú.
En 2016 se organizó en Arequipa el primer Festival del Rocoto Relleno, donde se preparó el plato de rocoto relleno más grande del mundo batiendo un Récord Guinness.

## Características

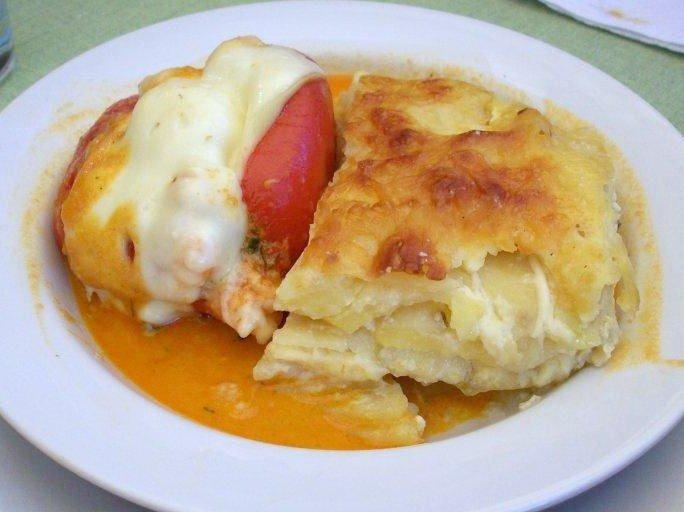
Rocoto relleno acompañado de pastel de papa

Se trata de un plato que es servido tanto como entrante y como segundo, en el que el rocoto se rellena con carne molida (que puede ser de vacuno, de cerdo o una combinación de ambas), aceitunas, guisantes, queso fresco, todo ello aderezado con comino y perejil picado. El plato se cocina al horno y se sirve caliente. Tanto en Arequipa, como en la mayoría de restaurantes arequipeños en Lima o en el resto del país, inclusive en el extranjero, el rocoto relleno tradicionalmente se acompaña de papa horneada, desde hace algunos años se acompaña con pastel de papa, en cuya preparación se emplea láminas de papa blanca, tumbay u otra de la zona, dispuestas en capas intercaladas con queso fresco o requesón, y huevo batido.

## En la cultura
El escritor peruano Carlos Herrera ha escrito una ficción sobre el rocoto relleno, Historia de Manuel Masías, el hombre que creó el rocoto relleno y cocinó para el diablo. En su historia, a inicios del siglo XIX el sacerdote Manuel Masias hace un acuerdo con el diablo para recuperar el alma de su hija muerta. Debe servirle una cena que satisfaga el hambre del demonio, para ello inventa el rocoto relleno y lo incluye entre los platos que sirve al diablo.